# سلسله‌مراتب (مجموعه تلویزیونی)
سلسله‌مراتب (انگلیسی: Hierarchy; کره‌ای: 하이라키) یک مجموعه تلویزیونی محصول کره جنوبی به نویسندگی چو هه می، به کارگردانی به هیون جین و با بازی رو جونگ یی، لی چه مین، جی هه وون و لی وون جونگ است. این مجموعه در ۷ ژوئن ۲۰۲۴ به صورت جهانی از نتفلیکس منتشر شد.

## بازیگران
- رو جونگ یی در نقش جونگ جه یی[۱]
- لی چه مین در نقش کانگ ها[۱]
- کیم جه وون در نقش کیم ری آن[۱]
- جی هه وون در نقش یون هه را[۱]
- لی وون جونگ در نقش لی وو جین[۱]
- کیم ته جونگ در نقش چوی یون سوک[۲]
- سو بوم جون[۳]

## تولید

### توسعه
این مجموعه توسط استودیو دراگون تولید شده و به کارگردانی به هیون جین است که کارگردانی استارت آپ (۲۰۲۰)، دهن لق (۲۰۲۲) و کیمیای روح (۲۰۲۲–۲۰۲۳) را بر عهده داشته است.

### بازیگران
بازیگران رو جونگ یی، لی چه مین، جی هه وون و کیم ته جونگ در مارس ۲۰۲۳ برای این مجموعه انتخاب شدند. رو، لی، جی به همراه کیم جه وون و لی وون جونگ برای بازی در این مجموعه تأیید شدند.

## انتشار
این مجموعه در ۷ ژوئن ۲۰۲۴ در نتفلیکس منتشر خواهد شد.